# Lotus Etna
Lotus Etna – concept car zaprojektowany przez Giorgetto Giugiaro z firmy Italdesign na zlecenie Lotus Cars. Samochód został zaprezentowany na Birmingham Motorshow. Nadwozie było oparte na Lotusie Esprit, chociaż rozstaw osi był większy o siedem centymetrów. Lotus umieścił w modelu nowy, zamontowany wzdłużnie silnik V8 o pojemności 3946 cm³, który osiągał moc maksymalna 335 KM. Model mógł rozpędzić się do 290 km/h. Samochód nigdy nie wszedł do seryjnej produkcji, a wybudowano tylko jeden egzemplarz modelu.